# Leptataspis rufimargo
Leptataspis rufimargo är en insektsart som först beskrevs av Walker 1870.  Leptataspis rufimargo ingår i släktet Leptataspis och familjen spottstritar. Inga underarter finns listade i Catalogue of Life.